# 태미 페이 메스너
타마라 페이 메스너(Tamara Faye Messner, 결혼 전 성 라밸리, 이전 성씨 베이커, 1942년 3월 7일 ~ 2007년 7월 20일)는 미국의 복음전도자였다. 1974년 남편 짐 베이커와 함께 텔레비전 복음 프로그램 《PTL 클럽》을 공동 창립했다. 1960년대 초반에는 지역 방송을 위한 인형극 시리즈를 진행했으며, 음반 아티스트로서의 경력도 가지고 있었다. 1978년에 베이커와 함께 기독교 테마파크인 헤리티지 USA를 건설했다.
경력 동안 메스너는 특이하고 화려한 인물상으로 주목받았으며, 주류 복음전도자들의 도덕적 견해와 차별화된 관점을 가졌다. 특히 LGBT 인권 옹호와 에이즈 확산이 정점에 달했을 때 HIV/AIDS 환자들에게 손을 내민 활동이 두드러졌다. 1978년 《I Gotta Be Me》, 1996년 《Tammy: Telling it My Way》, 2003년 《I Will Survive and You Will Too!》로 생전에 세 권의 자서전을 출간하였다.
짐 베이커가 1989년 다수의 사기 및 공모 혐의로 기소되어 유죄 판결을 받고 투옥되며 《PTL 클럽》은 해체되었다. 베이커가 감옥에 있던 1992년에 이혼하고 로 메스너와 결혼했다. 1996년에 대장암 진단을 받았으며, 10년 이상 간헐적으로 병을 앓다가 2007년 사망했다.

## 생애

### 1942–1959: 초년기
타마라 페이 라밸리(Tamara Faye LaValley)라는 이름으로 미네소타주 인터내셔널 폴스에서 오순절주의 설교자인 레이첼 미니(결혼 전 성 페어차일드; 1919년~1992년)와 칼 올리버 라밸리 사이에서 태어났으며, 부모는 1941년에 결혼했다. 그가 태어난 직후, 고통스러운 이혼으로 인해 그의 어머니는 목회자들에 대해 반감을 갖게 되었고, 교회와도 멀어지게 되었다. 그의 부모는 모두 재혼했으며, 어머니는 프레드 윌라드 그로버와 결혼하여 대가족을 이루었고, 타마라는 그 중 장녀였다.

### 1960–1973: 짐 베이커와의 결혼; 초기 활동
1960년, 미네소타주 미니애폴리스의 노스 센트럴 성경대학에서 학생으로 있을 때 짐 베이커를 만났다. 타마라 페이는 부티크에서 일했고, 짐은 미니애폴리스의 한 백화점 내 레스토랑에서 일자리를 구했다. 그들은 1961년 4월 1일에 결혼했다. 이듬해, 그들은 사우스캐롤라이나주로 이주하여 함께 사역을 시작했으며, 초기에는 미국 전역을 다니며 활동했다. 짐은 설교를 했고, 타마라 페이는 노래를 부르고 아코디언을 연주했다. 1970년에 딸 태미 수 "시시" 베이커를 출산했고, 1975년에는 아들 제이미 찰스 베이커를 출산했다.
짐과 타마라 페이는 미니애폴리스를 떠난 후부터 버지니아비치를 거쳐 샬럿 지역으로 이주할 때까지 텔레비전과 관련된 일을 해왔으며, 《700 클럽》의 창립 멤버였다. 포츠머스에 있는 동안 부부는 인기 어린이 프로그램 《짐과 태미》의 진행자였다. 그 후 그들은 팻 로버트슨의 크리스천 브로드캐스팅 네트워크(CBN)에서 어린이를 위한 인형극 사역을 만들어 1964년부터 1973년까지 방영했다.

### 1974–1987: 《PTL 클럽》
짐과 타마라 페이는 1974년에 텔레비전 전도 기독교 뉴스 프로그램인 《PTL 클럽》(Praise The Lord)을 공동 창립했으며, 초기에는 샬럿의 한 폐가구점에서 진행했다. 이 프로그램은 "화려한 엔터테인먼트와 소박한 가족 가치관"을 혼합하고 "번영의 복음"을 설교하여 미국 복음주의자들의 증가하는 부와 텔레비전 목회자들의 화려한 생활방식에 신성한 인가를 부여했다. 《PTL 클럽》은 설립 후 1년 이내에 자체 네트워크와 기업으로 성장하여 1970년대에 연간 1억 2천만 달러를 창출했다. 1978년, 베이커 부부는 PTL 자금 2억 달러를 사용하여 헤리티지 USA를 건설했는데, 이는 기독교 휴양지이자 테마파크로, 당시 디즈니 월드와 디즈니랜드와 함께 미국에서 가장 인기 있는 테마파크 중 하나로 손꼽혔다.
프로그램 전반에 걸쳐 타마라 페이는 이야기에 감상적이고 감정적인 터치를 더했으며, 종종 기독교 노래를 불렀다. 또한 음경 보형물부터 LGBT 커뮤니티에 대한 수용과 연민에 이르기까지 많은 복음주의 동료들 사이에서 금기시되던 주제들을 솔직하게 논의한 것으로도 유명했다.
에이즈 확산이 절정에 달했던 1980년대 중반, 그는 《PTL 클럽》의 한 세그먼트인 "태미의 하우스 파티"에서 에이즈에 걸린 게이 기독교 목사인 스티븐 피터스와 감정적인 인터뷰를 진행했는데, 여기서 그들은 피터스의 성 정체성, 커밍아웃, 에이즈 진단, 그리고 그의 파트너의 죽음에 대해 논의했다. 프로그램 중 타마라 페이는 시청자들에게 다음과 같이 말했다. "우리 기독교인들이 이 땅의 소금이 되어야 하고, 모든 사람을 사랑할 수 있어야 하는데도, 에이즈 환자를 너무나 두려워해서 다가가 팔을 둘러 안고 우리가 그들을 염려한다고 말하지 못한다는 것이 얼마나 슬픈 일인가." 에이즈 확산 기간 동안, 그는 《PTL 클럽》의 시청자들에게 그리스도를 따르고 연민을 보이며 병든 자들을 위해 기도할 것을 주장했으며, 약물 중독자들을 쇼에 초대하여 약물 남용에 대해 인터뷰하기도 했다. 1987년, 타마라 페이 자신도 처방약 중독 치료를 받고 있다는 보도가 있었다.

베이커의 친구인 멜 화이트 목사는 《PTL 클럽》에서의 그의 존재감에 대해 다음과 같이 언급했다.
그의 팬들은 매우 근본주의적인 전통에서 자라나, 화장을 하거나 춤을 추거나 공공장소에 나가는 것이 허용되지 않았던 사람들이었다. 그런데 염색한 머리와 화장, 활기찬 정신과 남녀 모두에게 솔직한 태도를 가진 태미가 등장했다. 그는 성에 대해 이야기하고, 지미와 농담을 주고받았다. 그는 순종적인 아내의 풍자적 이미지를 취하고는 이를 무너뜨렸다. 당신은 팻 로버트슨의 아내나 제리 폴웰의 아내를 본 적이 없을 것이다. 그들은 집에 머물며 그런 아내들이 하는 일을 했다.

### 1988–1995: 《PTL 클럽》의 붕괴와 그 여파
베이커 부부의 PTL 통제권은 1987년에 붕괴되었는데, 이는 제시카 한의 침묵을 사기 위해 단체에서 287,000달러가 지급되었다는 사실이 밝혀진 후였다. 제시카 한은 짐 베이커가 자신을 강간했다고 주장했다. 1997년 저서 《I Was Wrong》에서 짐 베이커는 한의 주장에 이의를 제기하며, 자신이 "함정에 빠졌으며" 그들의 성관계는 합의에 의한 것이었다고 주장했다. 이러한 폭로는 베이커 부부에 대한 면밀한 조사를 초래했으며, 사우스캐롤라이나주 테가케이의 호숫가 목사관에 있는, 에어컨이 설치된 개집과 금도금된 욕실 설비를 포함한 그들의 호화로운 생활에 대한 언론 보도가 1980년대 뉴스를 장악했다. 1986년 수입에 관한 질문을 받았을 때, 타마라 페이는 기자들에게 "우리는 조니 카슨이 받는 만큼 받지 않으며, 그보다 훨씬 더 열심히 일합니다"라고 말했다. 부부의 테가케이 집은 나중에 교회에 의해 팔렸고, 얼마 지나지 않아 완전히 불타버렸다. 짐은 그의 책 《I Was Wrong》에서 수감 중에 그 집이 불타는 것을 생방송으로 지켜보았다고 썼다. 《샬럿 옵저버》는 이후 PTL의 재정과 경영 관행에 대한 폭로 기사를 실었다. 1988년 스캔들 이후 개입을 제안한 버지니아주 린치버그 소재의 침례교 텔레비전 전도자 제리 폴웰에 의해 인수된 후 PTL은 파산했다.
타마라 페이는 스캔들이 터진 후에도 짐 베이커를 지지했으며, 카메라 앞에서 여러 번 울기도 했다. 1989년, 베이커는 24개의 사기 및 공모 혐의로 45년 형을 선고받았다(그는 5년을 복역했다). 1992년, 짐이 감옥에 있는 동안 타마라 페이는 이혼을 신청했으며, 플로리다주 올랜도의 뉴 코버넌트 교회에 보낸 편지에서 다음과 같이 말했다. "수년 동안 저는 모든 것이 괜찮은 척해왔지만, 사실 저는 계속 아팠습니다... 더 이상 가장할 수 없습니다."
1993년 10월 3일, 그는 첫 번째 아내와 이혼한 부동산 개발업자 로 메스너와 캘리포니아주 랜초미라지에서 결혼했다. 그들은 노스캐롤라이나주 샬럿의 교외 매튜스로 이주했다. 타마라 페이와 로는 기독교 레코딩 스타이자 친구인 데이비드 L 쿡의 이웃이었다. 캔자스주 안도버에서 메스너 엔터프라이즈라는 건설업체를 운영했던 로는 헤리티지 USA의 대부분을 건설했으며, 많은 대형 교회들도 지었고, PTL 시절 내내 베이커 가족의 친구였다. 로는 제시카 한에게 26만 5천 달러를 지급한 인물이었으며, 나중에 헤리티지 USA의 예루살렘 원형극장에서 완료되지 않은 작업에 대해 PTL에 비용을 청구했다. 베이커 부부의 사기 재판에서 로 메스너는 베이커의 변호를 위해 증언했는데, 베이커는 제시카 한에게 지급된 돈에 대해 알지 못했으며, 폴웰이 그를 캘리포니아주 팜스프링스에 있는 베이커의 집으로 보내 "입을 다물면" 후한 보상을 제안했다고 말했다.

### 1996–2007: 후기 생애와 질병
1996년, 로 메스너는 1990년에 300명 이상의 채권자에게 거의 3천만 달러를 빚졌다고 주장한 파산 사기로 유죄 판결을 받았다. 1996년 선고를 앞두고, 그는 건강보험이 없어 전립선암 치료를 받을 여유가 없다고 말했다. 그는 27개월의 징역형을 선고받고 복역했다.
첫 번째 남편이 갓 출소하고 현재 배우자가 형을 살게 된 상황에서, 타마라 페이는 1996년 대장암 진단을 받았으며, 일련의 책, 영화, 텔레비전 출연을 통해 대중의 시선을 다시 받게 되었다. 그해 그는 자서전 《Tammy: Telling It My Way》를 출간했고, 짐 J. 불록과 함께 《짐 J. 앤 태미 페이 쇼》(The Jim J. and Tammy Faye Show)라는 TV 토크쇼를 공동 진행했다.
그는 1996년과 1999년에 《드류 캐리 쇼》(The Drew Carey Show)에 두 번 출연하여, 과도한 화장으로 유명한 미미 보벡(캐시 키니) 캐릭터의 어머니 역할을 맡았다. 2003년 9월 11일, 메스너는 새로운 자서전 《I Will Survive... and You Will, Too!》를 출간했는데, 이 책에서 그는 암과의 싸움과 로 메스너와의 삶에 대해 서술했다.
그는 루폴이 내레이션을 맡은 다큐멘터리 《태미 페이의 눈》(2000년)과 후속작 《Tammy Faye: Death Defying》(2004년)의 주인공이었다.
기독교 근본주의 배경에도 불구하고, 메스너는 PTL을 떠난 후 게이 아이콘이 되었으며, 레이디 버니와 브루스 빌란치 같은 인물들과 함께 게이 프라이드 행진에 참가했다. 많은 미국 기독교 근본주의자들과 달리, 그는 "동성애자들을 비난하기를 오랫동안 거부했으며" HIV/AIDS에 걸린 미국인들에 대해 공개적으로 연민을 표현하고 그들을 지지할 것을 촉구했는데, 당시 에이즈는 여전히 매우 두려워하고 잘 알려지지 않은 질병이었다. 그는 호의적인 의미로 "궁극의 드래그 퀸"이라고 불렸으며, 래리 킹과의 마지막 인터뷰에서 "우리가 모든 것을 잃었을 때, 나를 구해준 것은 게이들이었고, 나는 그것 때문에 항상 그들을 사랑할 것"이라고 말했다.
2004년 초, 그는 VH1 리얼리티 텔레비전 시리즈 《서리얼 라이프》(The Surreal Life)의 두 번째 시즌에 출연했다. 이 쇼는 그가 론 제러미, 바닐라 아이스, 트레이시 빙엄, 에릭 에스트라다, 트리셸 캐나텔라와 함께 로스앤젤레스의 한 집에서 살며 다양한 과제와 활동을 수행하는 12일간의 기간을 기록했다. 여섯 명은 함께 어린이 연극을 공연하고 하루 동안 레스토랑을 운영했다. 그는 또한 베스트셀러 《I Will Survive... And You Will Too》의 사인회에 참석했다.
쇼가 끝날 무렵, 메스너는 버닐라 아이스와 트리셸 캐나텔라를 자신의 자녀처럼 생각한다고 말했으며, 그들과 깊이 공감할 수 있었던 것은 그 나이였을 때 자신도 비슷한 감정과 문제들을 겪었기 때문이라고 했다.
2007년 7월, 더 안정적인 재정 기반을 갖추게 된 메스너 부부는 미주리주 캔자스시티 교외인 로크로이드로 이주했다. 짐 베이커는 2003년에 그의 사업을 미주리 브랜슨으로 이전했다. 그는 《엔터테인먼트 투나잇》에 로의 첫 번째 결혼에서 생긴 자녀들과 손주들에게 더 가까이 지내기 위해 "드림 하우스"로 이사했다고 말했다.

## 사망
메스너의 11년간의 암 투병은 크게 공개되었다. 그는 처음에 1996년 3월에 대장암 진단을 받았지만, 나중에 남성 의사를 만나는 것에 대한 당혹감 때문에 1년 동안 출혈을 참아왔다고 밝혔다. 그해 말까지 질병은 완화 상태에 들어갔다.
2004년 3월, 메스너는 《래리 킹 라이브》에 출연하여 수술이 불가능한 폐암을 앓고 있으며 곧 화학요법을 시작할 것이라고 발표했다. 그는 2004년 중반 내내 계속해서 화학요법을 받았다. 2004년 11월, 역시 《래리 킹 라이브》에서 그는 다시 한번 암에서 벗어났다고 발표했다. 그는 화학요법의 자세한 내용을 설명했고 킹의 쇼에 정기적으로 출연했다.
2004년에는 그의 암 투병을 다룬 텔레비전 다큐멘터리가 제작되었다. 2005년 7월, 다시 킹의 프로그램에서 그는 암이 재발했다고 발표했다. 2006년 3월 쇼에 출연했을 때, 그는 계속해서 폐암으로 고통받고 있으며, 이는 4기까지 진행되었고, 계속해서 치료를 받고 있다고 말했다. 또한 음식을 삼키는 데 어려움을 겪고, 공황발작에 시달리며, 상당한 체중 감소를 견디고 있다고 언급했다. 그의 건강이 계속 악화되면서, 2006년 10월 《뉴요커》의 "Talk of the Town" 기사는 그가 호스피스 치료를 받으며 임종을 맞이하고 있다고 전했고, 2006년 12월 《퍼레이드》 잡지의 월터 스콧 칼럼에 실린 기사는 그의 아들 제이가 "대장암으로 심각한 상태인 어머니와 함께 노스캐롤라이나주의 호스피스에 있다"고 보도했다.
메스너는 2006년 12월 《래리 킹 라이브》에 전화로 게스트로 참여했으며, 자신의 집에서 호스피스 치료를 받고 있다고 말했다. 그는 아들 제이의 다큐멘터리 시리즈 《One Punk Under God》에 출연했는데, 그곳에서 그들은 그의 암 치료에 대해 이야기했다. 한 에피소드에서, 그는 대화하기 위해 산소 호흡기를 사용해야 했다.
2007년 5월, 그는 자신의 웹사이트에 성명을 발표하여 화학요법이 중단되었다고 말하고 팬들에게 계속해서 그를 위해 기도해 줄 것을 촉구했다. 이 이야기는 NBC의 《투데이 쇼》에서 보도되었으며, 팬들과 지지자들이 타마라에게 쾌유 메시지를 남길 수 있는 기능이 그의 웹사이트에 추가되었다.
2007년 7월 18일, 메스너는 《래리 킹 라이브》에 마지막으로 출연했다. 당시 그는 체중이 65파운드(29.5kg)이며 고형 음식을 먹을 수 없다고 말했다. 메스너의 남편은 나중에 그가 팬들에게 마지막 작별인사를 하기 위해 인터뷰를 하기로 결정했다고 믿는다고 말했다.
이틀 후인 2007년 7월 20일, 메스너는 미주리주 캔자스시티 근처 로크로이드의 자택에서 11년간의 암 투병 끝에 사망했다. 그의 나이 65세였다. 7월 21일 아침, 캔자스주 월드론에 있는 메스너 가족 묘지에서 가족 예배가 열렸다. 의식은 아칸소주 셔우드의 오픈 도어 커뮤니티 교회 목사인 랜디 맥케인 목사가 주재했다. CNN에 따르면, 가족들은 킹이 공식적으로 그의 사망 소식을 보도해 줄 것을 요청했다. 그의 유해는 화장되어 월드론 공동묘지로 돌아왔으며, 그곳에 안장되었다.

## 대중문화에서
2006년 6월, 《The Gospel According to Tammy Faye》라는 제목의 무대 뮤지컬이 신시내티 프린지 페스티벌에서 초연되었고, 이후 더 큰 규모의 프로덕션으로 발전했다. 이 작품은 J. T. 벅의 노래와 페르난도 도발리나의 대본으로 구성되었다. 이 뮤지컬은 주인공을 균형 있고 공정하게 바라보는 환상극으로 묘사되었다. 2005년 3월 메스너가 작가들에게 제공한 긴 인터뷰가 이 작품의 계기가 되었다. 이 뮤지컬은 2006년 8월 오리건주 포틀랜드와 오리건주 후드리버에서 공연되었으며, 2007년 7월 말 레스 R. 우드의 연출로 휴스턴의 앨리 극장 무대에서 선보였다. 콜럼비아 고지 레퍼토리 컴퍼니가 주최한 업계 리딩이 2007년 12월 맨해튼 시어터 클럽에서 열렸으며, 토니상 후보 샐리 메이즈와 베테랑 브로드웨이 배우들인 윌리엄 유만스, 켄 랜드, 줄리 폴데시, 제임스 T. 레인, 헤더 파셀스가 출연했다. 이 리딩은 민디 쿠퍼가 연출했고, 세스 파버가 음악 감독을 맡았다.
그의 삶을 다룬 또 다른 뮤지컬인 《빅 텐트》(Big Tent)는 2007년 5월 뉴욕시의 오프브로드웨이 뉴 월드 스테이지에서 데뷔했다. 이 작품은 벤 콘과 션 맥대니얼의 음악과 가사, 제프리 셀프의 대본, 라이언 J. 데이비스의 연출로 구성되었다. 2008년 2월, 뉴욕의 메트로폴리탄 룸에서 이 작품의 노래들로 구성된 스타 스터디드 콘서트가 열렸다.
그의 마지막 시간을 다룬 연극인 메리 비클러의 《Tammy Faye's Final Audition》은 2015년 6월 신시내티 프린지 페스티벌에서 초연되었다. 이 연극은 그의 생애 마지막에 열병에 시달리는 꿈속에서 펼쳐지며, 그가 자신의 인생에서 중요했던 남성들을 마지막 TV 토크쇼 오디션에 참여시키는 내용이다.
비비 위난스의 삶을 다룬 뮤지컬 《본 오브 디스》(Born for This)는 2018년 6월 25일 매사추세츠 보스턴의 에머슨 커틀러 매제스틱 극장에서 데뷔했다. 타마라 페이와 짐 베이커는 비비와 그의 자매 시시에게 《PTL 클럽》의 가수로서 첫 큰 기회를 제공하는 조연으로 등장한다.
한때, 브로드웨이 배우 크리스틴 체노웨스는 메스너의 삶을 바탕으로 한 뮤지컬을 계획하고 있었다.
2000년 동명의 다큐멘터리를 바탕으로 한 2021년 영화 《타미 페이의 눈》에서 제시카 채스테인이 태미 페이 역을, 앤드류 가필드가 짐 역을 맡았다. 《타미 페이의 눈》은 2021년 9월 17일에 개봉했다. 채스테인은 이 역할로 크리틱스 초이스 영화상, 미국 배우 조합상, 아카데미 여우주연상을 수상했다.
영국 극작가 제임스 그레이엄은 엘튼 존의 음악과 제이크 셰어스의 가사로 타마라 페이에 관한 새로운 뮤지컬의 대본을 썼다. 《태미 페이》라는 제목의 이 뮤지컬은 루퍼트 굴드 연출로 2022년 10월 런던의 알메이다 극장에서 개막했다.
훌루의 《아파트 이웃들이 수상해》 시즌 4 에피소드 3에는 태미 페이 베이커의 이름을 따서 지은 해미 페이 베이커(Hammy Faye Bakker)라는 돼지가 등장한다.

## 저서
- 《I Gotta Be Me》(1978년), ISBN 978-0089221480
- 《Run to the Roar》(1985년), ISBN 978-0892210732
- 《Tammy: Telling It My Way》(1996년), ISBN 9780679445159
- 《I Will Survive...and You Will Too!》(2003년), ISBN 9781585422425

## 더 읽어보기
- Bekkering, Denis (2018). 《American Televangelism and Participatory Cultures: Fans, Brands, and Play With Religious "Fakes"》. Palgrave Macmillan.